# Das Birnli will nit fallen
Das Birnli will nit fallen (Das Birnchen will nicht fallen) ist ein Kettenmärchen in Versform (ATU 2030). Es stand in den Kinder- und Hausmärchen der Brüder Grimm nur in der 1. Auflage von 1812 an Stelle 72 (KHM 72a).

## Inhalt
Es erzählt in acht Strophen, dass der Herr ein Birnchen schütteln will. Er schickt den Hahn, als der nicht schüttelt – den Hund, als der nicht beißt – den Prügel usw. Feuer, Wasser, Kalb, Metzger, Henker.

## Herkunft
Grimms Anmerkung notiert „Mündlich aus der Schweiz“, vergleicht KHM 30 Läuschen und Flöhchen, KHM 80 Von dem Tode des Hühnchens und ein Volkslied in Wagenseils „jüd. teutsche Red- und Schreibart Frankf. 1715. 4. S. 108-110“, auch in Des Knaben Wunderhorn III „S. 44-47“ und Gräters „Alterthumszeitung No. 40. u. 41. 1812.“ An Rhein und Main gebe es ein Lied vom Hund, der in der Küche die Bratwurst frisst etc.
Ältester Beleg ist Johann Caspar Ulrichs Sammlung jüdischer Geschichten, welche sich mit diesem Volke in dem XIII. und folgenden Jahrhunderten bis auf MDCCLX in der Schweiz von Zeit zu Zeit zugetragen, 1768. Dessen Hinweis, Zürcher Kinder hätten das Lied von jüdischen Kindern gelernt, könnte Grimms Angabe „Mündlich aus der Schweiz“ erklären. Ähnlichen Wortlaut hat aber auch Der Bauer schickt sein Jockel aus in Johann Fischarts Spieleverzeichnis Geschichtsklitterung, 1575. Vgl. Jokele in Ernst Heinrich Meiers Deutsche Volksmärchen aus Schwaben (1852), Nr. 82.